# Nikołaj Nikolski

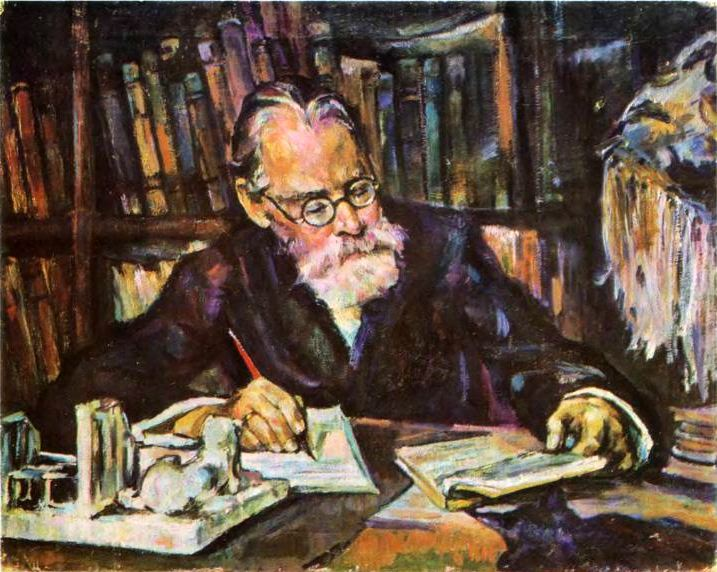
Nikołaj Nikolski

Nikołaj Michajłowicz Nikolski, ros. Николай Михайлович Никольский (ur. w 1877 r. w Moskwie, zm. 19 listopada 1959 r. w Mińsku) – rosyjski, a następnie radziecki historyk, religioznawca, etnograf, wykładowca akademicki, pisarz i publicysta, komunistyczny działacz partyjny, współpracownik sztabu operacyjnego Reichsleitera Alfreda Rosenberga podczas II wojny światowej
Ukończył gimnazjum, zaś w 1900 r. studia historyczno-filologiczne na uniwersytecie w Moskwie. Następnie uczył historii w jednym z moskiewskich gimnazjum. Specjalizował się w historii Dalekiego Wschodu i prawosławia. Zajmował się też historią Żydów i judaizmu. W 1908 r. opublikował książkę pt. "Car' Dawid i psałmy", zaś w 1911 r. "Driewnij Izrail". Do wybuchu I wojny światowej pracował nad naukową krytyką Biblii, ale jego praca spotkała się z cenzurą władz. Ponadto wchodził w skład różnego rodzaju organizacji naukowych w Moskwie i innych miastach Rosji. Podczas rewolucji październikowej 1917 r. poparł bolszewików. Wszedł w skład grupy lektorskiej komitetu moskiewskiego bolszewików Socjaldemokratycznej Partii Robotniczej Rosji. Następnie zaangażował się aktywnie w walkę z religią i cerkwią. Opublikował w prasie szereg krytycznych artykułów o historii rosyjskiej cerkwi prawosławnej. Był współtwórcą ruchu bezbożników, wchodząc do jego kierownictwa. Stanął na czele Białoruskiego Związku Bezbożników. Wykładał w Akademii Socjalistycznej Nauk Społecznych. W 1918 r. uczestniczył w odnowieniu działalności uniwersytetu w Smoleńsku. W 1919 r. został jego rektorem i profesorem katedry historii średniowiecznej narodów wschodnich. Od 1921 r. stał na czele katedry historii średniowiecznego Wschodu białoruskiego uniwersytetu w Mińsku, potem został dziekanem wydziału pedagogicznego. Od 1929 r. należał też do Akademii Nauk Białoruskiej Socjalistycznej Republiki Radzieckiej. Od stycznia 1937 r. kierował instytutem historycznym przy niej. Utworzył sekcję etnografii i folkloru. Wydał liczne książki i artykuły. Po ataku wojsk niemieckich na ZSRR 22 czerwca 1941 r., pozostał w Smoleńsku. Według oficjalnej wersji historycznej odmówił kolaboracji z Niemcami, a dzięki nawiązaniu kontaktów z partyzantami ułatwiono mu przedostanie się na tereny przez nich kontrolowane, po czym został samolotem wywieziony do Moskwy. Faktycznie podjął współpracę ze sztabem operacyjnym Reichsleitera Alfreda Rosenberga, przede wszystkim w zakresie etnografii. Napisał kilka broszur propagandowych o charakterze antysowieckim. Jednocześnie nawiązał kontakt z partyzantami, do których latem 1943 r. udało mu się przedostać, po czym samolotem został przetransportowany do Moskwy. Przekazał władzom ważne informacje o rabunkowej działalności na okupowanych terenach ZSRR sztabu operacyjnego A. Rosenberga. Wkrótce współuczestniczył w pracach nad napisaniem pracy naukowej pt. "Zadaczi, celi i diejatielost' sowietskoj nauki". W 1946 r. został członkiem Akademii Nauk ZSRR. W 1947 r. wszedł w skład Rady Najwyższej Białoruskiej Socjalistycznej Republiki Radzieckiej. Był odznaczony 2 Orderami Lenina  i Orderem Czerwonej Gwiazdy.